# Vladimír Mráz (fotbalista)
Vladimír Mráz (* 19. září 1956 Pardubice) je bývalý český fotbalový obránce.

## Fotbalová kariéra
Hrál za SK Hradec Králové. V československé a české lize nastoupil ve 145 utkáních. Za Hradec Králové celkem nastoupil ve 292 utkáních.

## Ligová bilance
| Ročník                                   | Zápasy | Góly | Klub                   |
| ---------------------------------------- | ------ | ---- | ---------------------- |
| 1. československá fotbalová liga 1980/81 | 29     | 0    | Spartak Hradec Králové |
| 1. československá fotbalová liga 1987/88 | 27     | 0    | Spartak Hradec Králové |
| 1. československá fotbalová liga 1988/89 | 28     | 0    | Spartak Hradec Králové |
| 1. československá fotbalová liga 1991/92 | 22     | 0    | SK Hradec Králové      |
| 1. československá fotbalová liga 1992/93 | 27     | 0    | SK Hradec Králové      |
| 1. česká fotbalová liga 1993/94          | 12     | 0    | SK Hradec Králové      |
| CELKEM                                   | 145    | 0    |                        |